# Cotinga cayana
El cotinga celeste (Cotinga cayana), también denominado cotinga real (en Colombia), cotinga lentejuelada (en Ecuador y Perú),  cotinga gargantimorada (en Venezuela) o cotinga grande, es una especie de ave paseriforme de la familia Cotingidae perteneciente al género Cotinga. Es nativo de la cuenca del Amazonas y del escudo guayanés en América del Sur.

## Distribución y hábitat
Se distribuye en Colombia al este de los Andes, sur y este de Venezuela, Guyana, Surinam, Guayana francesa, y en la cuenca amazónica en Ecuador, Perú, Brasil (hacia el este hasta Maranhão, hacia el sur hasta Rondônia y norte de Goiás), y norte de Bolivia.
Esta especie es considerada como bastante común y ampliamente diseminada en su hábitat natural, el dosel del bosque húmedo, tanto de terra firme como en las áreas inundables, por debajo de los 500 m de altitud.

## Descripción
Mide en promedio 20 cm de longitud. El macho es de color azul turquesa brillante, con un parche grande color morado rojizo en la garganta; las alas son negras con bordes azules en las coberteras y remiges. La hembra es de color marrón grisáceo, la garganta es grisácea y bajo de las alas presenta color castaño acanelado; se diferencia también por los ojos oscuros.

## Alimentación
Se alimenta principalmente de frutos, pero también caza insectos, como hormigas aladas y termitas.

## Reproducción
Construye, en una rama horizontal, un nido achatado, en forma de plato. La hembra cuida sola de los polluelos.

## Sistemática

### Descripción original
La especie C. cayana fue descrita por primera vez por el naturalista sueco Carlos Linneo en 1766 bajo el nombre científico Ampelis cayana; su localidad tipo es: «Brasil y Cayena —la especie tipo de Cayena, Guayana Francesa—».

### Etimología
El nombre genérico femenino «Cotinga» deriva del nombre de la especie tipo del género, Ampelis cotinga, cuyo nombre específico por su vez deriva del tupí «catingá» quer significa ‘ave colorida y brillante de la selva’; y el nombre de la especie «cayana», se refiere a Cayena, Guayana Francesa.

### Taxonomía
Es monotípica.